# Bert Rigby, You're a Fool
Bert Rigby, You're a Fool is een Amerikaanse filmmusical uit 1989 geregisseerd door Carl Reiner, geproduceerd door Lorimar Television en verdeeld door Warner Bros.

## Verhaal
Ex-mijnwerker Bert Rigby is afkomstig uit Langmore in het noorden van Engeland. Hij doet zijn verhaal ergens in een bar via flashbacks. Tijdens een staking van de mijn waagt hij zijn kans om het te maken in de showbusiness en treedt met het nummer Isn't It Romantic? op in een amateurshow. Dat optreden gaat niet als gepland, maar door de komische toestand en het feit dat het publiek van hem houdt, start hij als acteur in een reizend gezelschap en doet Buster Keaton-imitaties. Tijdens de tour komen ze een crew tegen die een reclame voor voorbehoedsmiddelen filmt.
Bert vliegt naar Hollywood om er een reclamespot op te nemen in zijn Buster Keaton-imitatie. Bert denkt dat zijn grote doorbraak behaald is, maar de spot wordt geweerd omdat uit een peiling blijkt dat er onvoldoende personen Keaton kennen. Daarenboven ontdekt hij dat zijn zwangere vrouw Sid hem heeft bedrogen en gaan ze uit elkaar.
Hij wordt vervolgens pizzabezorger en stripper om dan te gaan werken als boomsnoeier. Daar ontmoet hij Meredith, de vrouw van filmmagnaat Perlestein, bij wie hij een job aanneemt als technisch adviseur. De familie Perlestein houdt een feestje waar Bert ober is en een gordijn van onschatbare waarde per ongeluk in brand steekt. De flashback eindigt en de barman vertelt Bert dat de man aan wie hij het verhaal deed geen Engels spreekt. Daarop doet Bert een dans in het café wat de aandacht trekt van een reclameproducent en wordt hij het gezicht van White Gold-bierreclame.

## Rolverdeling
| Acteur           | Personage           |
| ---------------- | ------------------- |
| Robert Lindsay   | Bert Rigby          |
| Robbie Coltrane  | Sid Temple          |
| Cathryn Bradshaw | Laurel Pennington   |
| Anne Bancroft    | Meredith Perlestein |
| Corbin Bernsen   | Jim Shirley         |
| Bruno Kirby      | Kyle DeForest       |
| Jackie Gayle     | I.I. Perlestein     |
| Carmen du Sautoy | Tess Temple         |
| Liz Smith        | Mrs. Rigby          |
| Mike Grady       | Mick O'Grady        |

## Nominatie
| Westrijd                     | Categorie                    | Ontvanger(s)  | Resultaat   | Ref.  |
| ---------------------------- | ---------------------------- | ------------- | ----------- | ----- |
| Golden Raspberry Awards 1989 | Slechtste vrouwelijke bijrol | Anne Bancroft | Genomineerd | [ 3 ] |